# Championnats d'Amérique du Nord, d'Amérique centrale et des Caraïbes d'athlétisme espoirs 2021
Navigation
Édition précédente Édition suivante
Les 11es Championnats d'Amérique du Nord, d'Amérique centrale et des Caraïbes d'athlétisme espoirs et juniors ont eu lieu du 9 au 11 juillet 2021 à San José, au Costa Rica. La compétition regroupe les nations membres de l'Association d'athlétisme d'Amérique du Nord, d'Amérique centrale et des Caraïbes (NACAC) et s'y disputent des compétitions pour ales athlètes agées de moins de 23 ans (U23), de moins de 20 ans (U20) et de moins de 18 ans (U18).

## Résultats

### Hommes
| Épreuves                    | Or                                                                          | Or       | Argent                                                               | Argent   | Bronze                                                | Bronze   |
| --------------------------- | --------------------------------------------------------------------------- | -------- | -------------------------------------------------------------------- | -------- | ----------------------------------------------------- | -------- |
| 100 mètres                  | Kuron Griffith Barbade                                                      | 10.33    | Odaine McPherson Jamaïque                                            | 10.39    | Kion Benjamin Trinité-et-Tobago                       | 10.40    |
| 200 mètres                  | Alexander Ogando République dominicaine                                     | 20.59    | Jevaughn Powell Jamaïque                                             | 20.83    | Antonio Watson Jamaïque                               | 21.03    |
| 400 mètres                  | Jonathan Jones Barbade                                                      | 46.20    | Christopher Taylor Jamaïque                                          | 46.58    | Javeir Brown Jamaïque                                 | 47.54    |
| 800 mètres                  | Juan Diego Castro Costa Rica                                                | 1:48.66  | Tyrese Reid Jamaïque                                                 | 1:49.44  | Aarón Hernández Salvador                              | 1:54.47  |
| 1 500 mètres                | Aarón Hernández Salvador                                                    | 3:57.37  | Marcos Cruz Guatemala                                                | 3:58.27  | Tyrese Reid Jamaïque                                  | 4:01.40  |
| 5 000 mètres                | Marcial Rodríguez Nicaragua                                                 | 14:32.93 | Un seul participant                                                  |          |                                                       |          |
| 110 mètres haies (107 cm)   | Orlando Bennett Jamaïque                                                    | 13.65    | Rasheem Brown Îles Caïmans                                           | 14.06    | Yves Cherubin Haïti                                   | 14.29    |
| 400 mètres haies(91 cm)     | Rasheeme Griffith Barbade                                                   | 52.06    | Nathan Fergusson Barbade                                             | 52.69    | Luis Alonso Guevara Costa Rica                        | 54.78    |
| 3000 mètres steeple (91 cm) | Marcial Rodríguez Nicaragua                                                 | 9:56.16  | Brandon Barrantes Costa Rica                                         | 10:07.86 | Deux participants                                     |          |
| 4 × 100 mètres              | Jamaïque Antonio Watson Christopher Taylor Jevaughn Powell Odaine McPherson | 42.07    | Costa Rica Derick Leandro Ivan Sibaja Kluiverth Nuñez Rasheed Miller | 44.69    | Deux participants                                     |          |
| 10 000 m marche             | Pedro Alexander López Guatemala                                             | 43:55.84 | Oscar Pop Choc Guatemala                                             | 44:08.08 | Juan Manuel Calderón Costa Rica                       | 44:12.97 |
| Saut en hauteur             | Shaun Miller Bahamas                                                        | 2.21     | Kyle Alcine Bahamas                                                  | 2.15     | Byron Villalobos Costa Rica Raymond Richards Jamaïque | 1.95     |
| Saut à la perche            | Julio Flores Nicaragua                                                      | 4.50     | Héctor Juan République dominicaine                                   | 4.20     | Deux participants                                     |          |
| Saut en longueur            | Shakwon Coke Jamaïque                                                       | 7.88     | Clement Campbell Trinité-et-Tobago                                   | 7.37     | Rasheed Miller Costa Rica                             | 7.15     |
| Triple saut                 | Jonathan Miller Barbade                                                     | 16.00    | Taeco O'Garro Antigua-et-Barbuda                                     | 15.41    | Jadon Brome Barbade                                   | 15.12    |
| Lancer du poids(7.26 kg)    | Courtney Lawrence Jamaïque                                                  | 18.66    | Elías Gómez Costa Rica                                               | 13.44    | Deux participants                                     |          |
| Lancer du disque (2 kg)     | Kai Chang Jamaïque                                                          | 61.39    | Roje Stona Jamaïque                                                  | 61.21    | Elías Gómez Costa Rica                                | 46.33    |
| Lancer du marteau (7.26 kg) | Dylan Suárez Costa Rica                                                     | 61.14    | Rodrigo Morán Guatemala                                              | 53.04    | Deux participants                                     |          |
| Lancer du javelot (800 g)   | Tyriq Horsford Trinité-et-Tobago                                            | 73.06    | Keyshawn Strachan Bahamas                                            | 72.13    | Armando Caballero Panama                              | 63.50    |
| Décathlon                   | Esteban Ibañez Salvador                                                     | 6436 pts | Brainer Chavarria Costa Rica                                         | 5189 pts | Deux participants                                     |          |

### Femmes
| Épreuves                  | Or                                               | Or             | Argent                                           | Argent  | Bronze                                  | Bronze |
| ------------------------- | ------------------------------------------------ | -------------- | ------------------------------------------------ | ------- | --------------------------------------- | ------ |
| 100 mètres                | Halle Hazzard Grenade                            | 11.42          | Amya Clarke Saint-Christophe-et-Niévès           | 11.90   | Denisha Cartwritght Bahamas             | 11.91  |
| 200 mètres                | Fiordaliza Cofil République dominicaine          | 23.89          | Halle Hazzard Grenade                            | 24.07   | Iantha Wright Trinité-et-Tobago         | 24.40  |
| 400 mètres                | Charokee Young Jamaïque                          | 52.06          | Shafiqua Maloney Saint-Vincent-et-les-Grenadines | 52.73   | Fiordaliza Cofil République dominicaine | 53.83  |
| 800 mètres                | Shafiqua Maloney Saint-Vincent-et-les-Grenadines | 2:08.13        | Mikaela Smith Îles Vierges des États-Unis        | 2:19.87 | Seulement 2 participants                |        |
| 100 mètres haies(84 cm)   | Daszay Freeman Jamaïque                          | 13.80          | Charisma Taylor Bahamas                          | 13.88   | Sasha Wells Bahamas                     | 13.94  |
| 400 mètres haies(76 cm)   | Shiann Salmon Jamaïque                           | 58.29          | Un seul participant                              |         |                                         |        |
| 5 000 m marche            | Yasury Palacios Guatemala                        | 22:31.13 NU23R | Un seul participant                              |         |                                         |        |
| Saut en hauteur           | Lamara Distin Jamaïque                           | 1.85           | Ángela González Panama                           | 1.65    | Deux particpants                        |        |
| Triple saut               | Charisma Taylor Bahamas                          | 13.22          | Mikeisha Welcome Saint-Vincent-et-les-Grenadines | 13.16   | Deux participants                       |        |
| Lancer du poids (4 kg)    | Deisheline Mayers Costa Rica                     | 14.90 NR       | Danielle Sloley Jamaïque                         | 13.85   | Lacee Barnes Îles Caïmans               | 13.75  |
| Lancer du disque (1 kg)   | Lacee Barnes Îles Caïmans                        | 47.34          | Acacia Astwood Bahamas                           | 36.78   | Tania Sevilla Costa Rica                | 33.32  |
| Lancer du marteau (4 kg)  | Acacia Astwood Bahamas                           | 51.22          | Lindsay Reyes Costa Rica                         | 45.62   | 2 participants                          |        |
| Lancer du javelot (600 g) | Deisheline Mayers Costa Rica                     | 41.98          | Un seul participant                              |         |                                         |        |
| Heptathlon                | Mariel Brokke Costa Rica                         | 4 042 pts      | Un seul participant                              |         |                                         |        |

## Légende
Records et Performances
- AR : Record continental (area record)
- CR : Record des championnats (championship record)
- MR : Record du meeting (meet record)
- NR : Record national (national record)
- OR : Record olympique (olympic record)
- PR : Record paralympique (paralympic record)
- PB : Record personnel (personal best)
- SB : Meilleure performance personnelle de la saison (season's best)
- WL : Meilleure performance mondiale de l'année (world leader)
- WJR : Record du monde junior (world junior record)
- WR : Record du monde (world record)

Circonstances et Conditions
- DNF : N'a pas terminé (did not finish)
- DNS : N'a pas pris le départ (did not start)
- DQ : Disqualification (disqualification)
- NM : Aucun essai valable enregistré (No Mark)
- Q : Qualifié « directement » au prochain tour (ou à la prochaine compétition), lors d'une compétition majeure, grâce au classement ou à la réalisation des minima (automatic qualifier)
- q : Qualifié au prochain tour (ou à la prochaine compétition), lors d'une compétition majeure, grâce au repêchage ou à la réalisation de l'une des meilleures performances parmi celles des « non qualifiés directement » (grâce au meilleur temps ou à la meilleure distance par exemple) (secondary qualifier)